# Halo World Championship
Die Halo World Championship (HWC) ist ein 2016 etabliertes E-Sport-Turnier, das von der 343 Industries – dem Spieleentwickler von Halo – veranstaltet wird. Halo ist ein Computerspiel aus dem Ego-Shooter-Genre für die Xbox, in dem zwei Teams, bestehend aus je vier Spielern, gegeneinander antreten.

## Geschichte
Die erste Halo World Championship fand im März 2016 in den Raleigh Studios Hollywood für das 2015 erschienene Halo 5: Guardians statt. Das nordamerikanische Team Counter Logic Gaming gewann das Turnier und sicherte sich somit eine Million US-Dollar Preisgeld. Insgesamt spielten 16 Mannschaften um 2,5 Millionen US-Dollar. Die Hälfte der Teilnehmer stammten dabei aus Nordamerika, vier aus Europa, zwei aus Ozeanien, sowie je einer aus Lateinamerika und Asien. 
2017 konnten die amtierenden Weltmeister (inzwischen für das Team OpTic Gaming spielend) ihren Titel verteidigen. Das Preisgeld sank auf eine Million US-Dollar insgesamt. 2018 erfolgte die dritte und vorerst letzte Auflage des Turniers, bei der das Team Splyce als Weltmeister hervorging. 
Die Turnierserie wurde erst nach dem Erscheinen von Halo Infinite für das Jahr 2022 wiederbelebt. OpTic Gaming gewann in Seattle zum zweiten Mal den Titel (allerdings mit anderen Spielern im Vergleich zu 2017). Ursprünglich war geplant das Preisgeld mittels Crowdfunding zu erhöhen, dieser Plan wurde jedoch kurzfristig verworfen, was Kritik auslöste.
2023 gewann das Team FaZe Clan das Turnier. Die Spieler Paul „SnakeBite“ Duarte, Bradley „Frosty“ Bergstrom (beide USA) und Mathew „Royal 2“ Fiorante (Kanada) gewannen jeweils den WM-Titel zum dritten Mal.
2024 befand sich in der siegreichen Mannschaft mit Kaci „Lqgend“ Sabri aus Frankreich erstmals ein Spieler aus Europa. Es wurde angekündigt den Wettbewerb auch 2025 wieder mit einer Million US-Dollar Preisgeld auszuspielen.

## Übersicht
| Jahr                        | Austragungsort(e)                       | Preisgeld   | Anzahl Teilnehmer | 1. Platz             | 2. Platz        | 3. Platz                 | 4. Platz                 | Spielversion      |
| --------------------------- | --------------------------------------- | ----------- | ----------------- | -------------------- | --------------- | ------------------------ | ------------------------ | ----------------- |
| 2016                        | Raleigh Studios, Hollywood, Los Angeles | 2.500.000 $ | 16                | Counter Logic Gaming | Team Allegiance | eLevate / Denial eSports | eLevate / Denial eSports | Halo 5: Guardians |
| 2017                        | ESL Studios, Burbank                    | 1.000.000 $ | 12                | OpTic Gaming (1)     | Team EnVyUs     | Team Liquid              | Str8 Rippin              | Halo 5: Guardians |
| 2018                        | CenturyLink Field Event Center, Seattle | 1.000.000 $ | 16                | Splyce               | TOX Gaming      | Team EnVyUs              | Team Reciprocity         | Halo 5: Guardians |
| 2019–2021: keine Austragung |                                         |             |                   |                      |                 |                          |                          |                   |
| 2022                        | Seattle Convention Center, Seattle      | 1.000.000 $ | 20                | OpTic Gaming (2)     | Cloud9          | Native Gaming Red        | FaZe Clan                | Halo Infinite     |
| 2023                        | Seattle Convention Center, Seattle      | 1.000.000 $ | 16                | FaZe Clan            | OpTic Gaming    | Spacestation Gaming      | Sentinels                | Halo Infinite     |
| 2024                        | Seattle Convention Center, Seattle      | 1.000.000 $ | 16                | Spacestation Gaming  | OpTic Gaming    | FaZe Clan                | Pure                     | Halo Infinite     |
| 2025                        | unbekannt                               | 1.000.000 $ |                   | unbekannt            | unbekannt       | unbekannt                | unbekannt                | Halo Infinite     |